# Simon Woods
Simon Woods (* 1980 in England) ist ein britischer Schauspieler.

## Leben
Er besuchte das Eton College und studierte Anglistik am Magdalen College in Oxford.
Im Jahr 2005 spielte er in der Verfilmung von Jane Austens Roman Stolz und Vorurteil (Pride and Prejudice) die Rolle des Charles Bingley, der sich in Jane Bennet verliebt, die von der Schauspielerin Rosamund Pike verkörpert wurde. Beide waren auch im wirklichen Leben bis 2003 ein Paar. Regisseur Joe Wright lobte in einem Interview die Professionalität der beiden während des Drehs. Dem deutschen Fernsehzuschauer wurde er 2007 durch die Rolle des Octavian in der TV-Serie Rom (Rome) bekannt. Im gleichen Jahr wirkte Simon Woods in Cranford, einer BBC-Serie nach Werken von Elizabeth Gaskell, mit, wo er den jungen Arzt Frank Harrison spielte.
Zuletzt stand Woods im Jahr 2008 vor der Kamera, inzwischen hat er sich nach eigenen Angaben aus dem Schauspielgeschäft zurückgezogen. 2019 machte er als Autor des Theaterstückes Hansard auf sich aufmerksam, das in London unter Regie von Simon Godwin uraufgeführt wurde.
Simon Woods ist mit dem Modedesigner Christopher Bailey verheiratet; die beiden ziehen zwei Töchter groß.

## Filmografie
- 2003: Charles II: The Power and the Passion (Fernseh-Miniserie, 1 Folge)
- 2003: Cambridge Spies (Fernseh-Miniserie, 1 Folge)
- 2005: Elizabeth I. (Fernsehfilm)
- 2005: Stolz und Vorurteil (Pride and Prejudice)
- 2005: A Previous Engagement
- 2006: The Queen’s Sister (Fernsehfilm)
- 2006: Spooks (Fernsehserie, 2 Folgen)
- 2006: Starter for Ten
- 2006: Penelope
- 2007: Rom (Rome, Fernsehserie, 7 Folgen)
- 2007: Cranford  (Fernsehserie, 5 Folgen)
- 2008: Sunny and the Elephant
- 2008: 2 Romeos für Julia – Alte Liebe rostet nicht (A Previous Engagement)